# شوهي يوشيدا
شوهي يوشيدا (باليابانية:吉田修平) (بالإنجليزية: Shuhei Yoshida)‏ ، هو رجل أعمال ياباني، ورئيس شركة ستوديوهات سوني لشركة سوني كمبيوتر إنترتينمنت ، تخرج في جامعة كيوتو بمدينة كيوتو اليابانية، وتخرج كذلك في جامعة كاليفورنيا في مدينة لوس أنجلوس الأمريكية. انضم يوشيدا إلى شركة سوني في عام 1986 وكان واحدا من الأعضاء الأساسيين لمشروع بلاي ستيشن في شهر فبراير عام 1993.

## وصلات خارجية
- http://us.playstation.com/
- http://www.worldwidestudios.net/en/Homepage
- شوهي يوشيدا في موقع التواصل الاجتماعي "تويتر"